# Sad al-Katatni
Mohammad Taufik Sad Mustafa al-Katatni (ar.: محمد سعد توفيق مصطفي الكتاتني; ur. 3 kwietnia 1952 w Dżirdży) – egipski polityk, przewodniczący Zgromadzenia Ludowego Egiptu od 23 stycznia do 22 września 2012, przewodniczący Partii Wolności i Sprawiedliwości od 19 października 2012 do momentu jej rozwiązania 9 sierpnia 2014.